# Raymond Schummer
Raymond Schummer (ur. 31 marca 1937 w Luksemburgu, zm. 10 października 2009 w Bettembourgu) – luksemburski zapaśnik walczący w stylu klasycznym. Dwukrotny olimpijczyk. Zajął 21. miejsce w Rzymie 1960 i piętnaste w Tokio 1964. Walczył w kategorii 79–87 kg.
Brat Jose Schummera, zapaśnika i olimpijczyka z 1952 roku.

## Letnie Igrzyska Olimpijskie 1960
| Konkurencja          | Rundy eliminacyjne  | Rundy eliminacyjne  | Klas. końcowa |
| Konkurencja          | Przeciwnik I        | Przeciwnik II       | Miejsce       |
| -------------------- | ------------------- | ------------------- | ------------- |
| 79 kg styl klasyczny | Lothar Metz (DDR) P | Kazım Ayvaz (TUR) P | 21.           |

## Letnie Igrzyska Olimpijskie 1964
| Konkurencja          | Rundy eliminacyjne   | Rundy eliminacyjne     | Klas. końcowa |
| Konkurencja          | Przeciwnik I         | Przeciwnik II          | Miejsce       |
| -------------------- | -------------------- | ---------------------- | ------------- |
| 87 kg styl klasyczny | Stig Persson (SWE) P | Kenjirō Hiraki (JPN) P | 15.           |